# IC 1684
IC 1684 је спирална галаксија у сазвјежђу Рибе која се налази на листи објеката дубоког неба у Индекс каталогу.
Деклинација објекта је + 33° 24' 47" а ректасцензија 1h 22m 53,2s. Привидна величина (магнитуда) објекта IC 1684 износи 15,0 а фотографска магнитуда 15,8.